# Die Ermordung des Jesse James durch den Feigling Robert Ford (Roman)
Die Ermordung des Jesse James durch den Feigling Robert Ford (Originaltitel: The Assassination of Jesse James by the Coward Robert Ford) ist ein Wildwestroman von Ron Hansen aus dem Jahr 1983.
Das Buch handelt vom amerikanischen Westernhelden Jesse James und von dessen Ermordung durch Robert „Bob“ Ford am 3. April 1882.
Der Roman erzählt die Geschichte aus den wechselnden Perspektiven von Jesse James und Bob Ford, die beide als psychologisch komplexe Figuren entwickelt werden. Damit bricht der Text mit der Erzähltradition, in der Ford nur als Feigling und Bösewicht vorkommt. Während Jesse James deheroisiert wird, werden die Beweggründe Fords nachvollziehbar. Hansens Roman unternimmt eine "Verkehrung des Heroischen".
2006 wurde der Roman von Regisseur Andrew Dominik mit Brad Pitt als James und Casey Affleck als Ford verfilmt. Der Film wurde für zwei Oscars nominiert.